# Gravação acústica do assassinato de John F. Kennedy

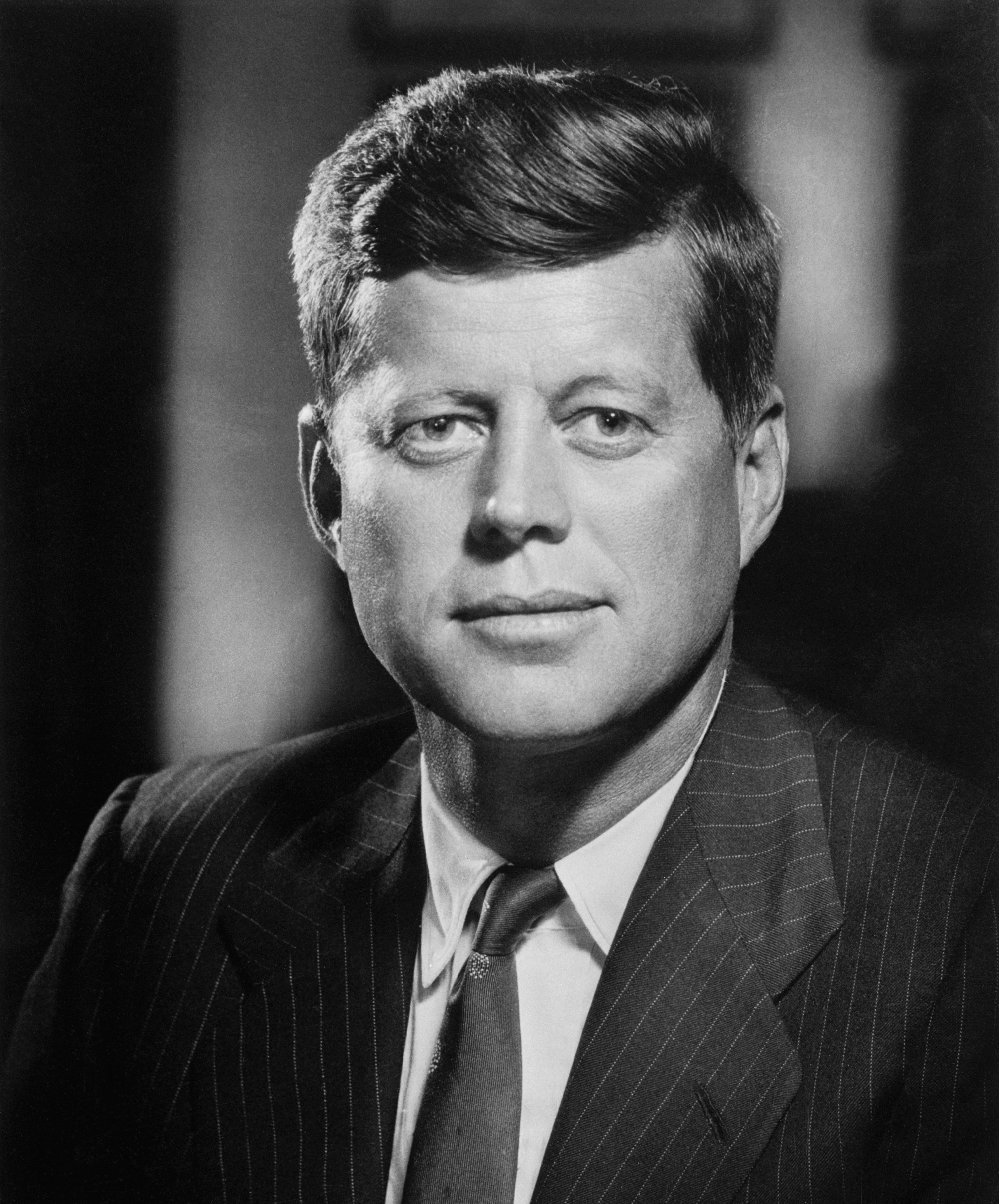
John F. Kennedy

Uma gravação Dictabelt do microfone de rádio de um policial de motocicleta preso na posição aberta se tornou uma peça-chave de evidência citada pelo Comitê Seleto da Câmara sobre Assassinatos (HSCA) em sua conclusão de que houve uma conspiração por trás do assassinato de John F. Kennedy em 22 de novembro de 1963. Feita em um ditafone comum da marca Dictaphone que gravava o som em ranhuras pressionadas em uma fina correia de vinil-plástico, a gravação ganhou destaque entre os teóricos da conspiração do assassinato de Kennedy após a conclusão do HSCA em 1978, baseada em parte nessa evidência, de que havia uma "alta probabilidade" de que Lee Harvey Oswald não agiu sozinho e que o assassinato de Kennedy foi o resultado de uma conspiração.
A gravação foi feita pelo Canal 1 da Rádio da Polícia de Dallas, que transmitia o tráfego de rádio policial de rotina; o Canal 2 era reservado para eventos especiais, como a comitiva presidencial. A parte do microfone aberto da gravação dura 5,5 minutos e começa por volta das 12h29, horário local, um minuto antes do assassinato. Os carimbos de tempo verbal eram feitos periodicamente pelo despachante de rádio da polícia e podem ser ouvidos na gravação.

## Comitê Seleto da Câmara sobre Assassinatos
Em dezembro de 1978, o Comitê Seleto da Câmara sobre Assassinatos (HSCA) preparou um rascunho de seu relatório final, concluindo que Lee Harvey Oswald agiu sozinho no assassinato. No entanto, após as evidências da gravação Dictabelt serem disponibilizadas, o HSCA rapidamente reverteu sua conclusão e declarou que um segundo atirador havia disparado o terceiro dos quatro tiros ouvidos. Em uma entrevista de 5 de janeiro de 1980 com o jornalista Earl Golz, o conselheiro chefe do HSCA, G. Robert Blakey, disse mais tarde: "Se a acústica revelar que cometemos um erro em algum lugar, acho que isso acabaria com isso [a teoria dos atiradores múltiplos]." Apesar das críticas sérias às evidências científicas e às conclusões do HSCA, as especulações sobre o Dictabelt e a possibilidade de um segundo atirador persistiram.
Os investigadores compararam "padrões de impulso" (suspeitos de tiros e ecos associados) no Dictabelt com gravações de teste de 1978 de rifles Carcano disparados na Dealey Plaza a partir do sexto andar do Texas School Book Depository e de uma cerca de paliçada no gramado à frente e à direita do local da limusine presidencial. Com base nisso, a empresa de acústica Bolt, Beranek and Newman (BBN) concluiu que os padrões de impulso 1, 2 e 4 eram tiros disparados do Depository, e que havia 50% de chance de que o padrão de impulso 3 fosse um tiro disparado do gramado. Os analistas de acústica Mark Weiss e Ernest Aschkenasy do Queens College revisaram os dados do BBN e concluíram que "com a probabilidade de 95% ou mais, houve de fato um tiro disparado do gramado".
O Dr. James E. Barger da BBN testemunhou ao HSCA que sua análise estatística dos padrões de impulso capturados nas gravações da polícia de Dallas mostrou que a motocicleta com o microfone aberto estava cerca de "120 a 138 pés" atrás da limusine presidencial no momento em que o primeiro tiro foi disparado. Quando o HSCA perguntou a Weiss sobre a localização da motocicleta com o microfone aberto — "Você consideraria isso um ingrediente essencial na conclusão final de sua análise?" — Weiss respondeu: "É um componente essencial dela, porque, se você não colocar a motocicleta no lugar em que ela está — o ponto inicial de onde ela estava recebendo o [som do tiro] —, e se você não movê-la na velocidade em que ela está sendo movida no papel nesta recriação, você não obtém um padrão bom e firme que se compare muito bem com os impulsos observados na gravação da fita policial."
Usando uma tomada de filme amador da carreata, o HSCA concluiu que a gravação se originou da motocicleta do policial H. B. McLain, que mais tarde testemunhou perante o comitê que seu microfone geralmente ficava preso na posição aberta. McLain não ouviu a gravação real até depois de seu depoimento e, ao ouvi-la, negou veementemente que a gravação tenha vindo de sua motocicleta. Ele disse que os outros sons na gravação não correspondiam a nenhum de seus movimentos.
As sirenes não são ouvidas na gravação até mais de dois minutos depois do que supostamente é o som do tiroteio, embora McLain tenha acompanhado a comitiva até o Parkland Hospital imediatamente após o tiroteio com sirenes tocando o tempo todo. Quando as sirenes são ouvidas na gravação do Dictabelt, elas aumentam e diminuem em tom (ou seja, o efeito Doppler) e volume, como se estivessem passando. McLain também disse que o som do motor era claramente de uma motocicleta de três rodas, não da de duas rodas que ele dirigia. "Não há comparação entre os dois sons", disse ele.
Outras discrepâncias de áudio também existem. O ruído da multidão não é ouvido na gravação do Dictabelt, apesar dos sons gerados pelos muitos espectadores ao longo da Main Street de Dallas e na Dealey Plaza (os ruídos da multidão podem ser ouvidos em pelo menos dez transmissões do canal 2 da carreata). Alguém é ouvido assobiando uma música cerca de um minuto após o assassinato. Ninguém realmente ouviu tiros na gravação.
A única evidência que o HSCA tinha para um segundo atirador era a gravação de som do Dictabelt. Quatro dos doze membros do HSCA discordaram da conclusão do HSCA de conspiração com base nas descobertas acústicas, e um quinto pensou que um estudo mais aprofundado das evidências acústicas era "necessário". Os membros dissidentes do comitê incluíam os congressistas Samuel L. Devine, Robert W. Edgar e Harold S. Sawyer. Respondendo a uma pergunta sobre como ele lidaria com o relatório do Comitê se estivesse no Departamento de Justiça, Sawyer respondeu: "Eu o arquivaria em um arquivo circular."

## Críticas
Richard E. Sprague, um especialista em evidências fotográficas do assassinato e consultor do HSCA, observou que o filme amador em que o HSCA se baseou mostrou que não havia nenhuma motocicleta entre aqueles que viajavam ao lado da traseira da limusine presidencial e a motocicleta de H.B. McLain, e que outros filmes mostraram que a motocicleta de McLain estava na verdade 250 pés atrás da limusine presidencial quando o primeiro tiro foi disparado, não 120 a 138 pés. Também não havia nenhuma motocicleta em qualquer lugar perto da área alvo.
A revista adulta Gallery publicou uma gravação de papelão laminado destacável, como aquelas na parte de trás das caixas de cereais, da gravação do Dictabelt em sua edição de julho de 1979. O pesquisador de assassinatos Steve Barber ouviu repetidamente a gravação e ouviu as palavras "Mantenha tudo seguro até que os investigadores de homicídios e outros possam chegar lá" no ponto em que o HSCA concluiu que os tiros do assassinato foram gravados. No entanto, essas palavras foram ditas pelo xerife Bill Decker cerca de 90 segundos após o assassinato, então os tiros não poderiam ter sido quando o HSCA alegou.
A Divisão de Serviços Técnicos do FBI estudou os dados acústicos e emitiu um relatório em 1º de dezembro de 1980 (datado de 19 de novembro de 1980). O relatório do FBI concluiu que o HSCA falhou em provar que havia tiros na gravação e também falhou em provar que a gravação foi feita na Dealey Plaza. De fato, usando as técnicas dos investigadores anteriores, o FBI combinou um tiro gravado em Greensboro, NC em 1979 com o som que supostamente era um tiro vindo do outeiro gramado – supostamente sugerindo que os métodos da investigação inicial eram inválidos.

## Academia Nacional de Ciências
Depois que o FBI contestou a validade das evidências acústicas, o Departamento de Justiça pagou por uma revisão pela Academia Nacional de Ciências, uma organização que opera com uma carta do Congresso, Título 36.
Em 14 de maio de 1982, o painel de especialistas presidido por Norman Ramsey, da Universidade Harvard, divulgou os resultados de seu estudo. O painel da NAS concluiu por unanimidade que:
As análises acústicas não demonstram que houve um tiro em um outeiro gramado e, em particular, não há base acústica para a alegação de 95% de probabilidade de tal tiro.
Os impulsos acústicos atribuídos aos tiros foram registrados cerca de um minuto após o presidente ter sido baleado e a comitiva ter sido instruída a ir para o hospital.
Portanto, dados acústicos confiáveis não sustentam a conclusão de que houve um segundo atirador."
De acordo com Ramsey, os ruídos no Dictabelt eram "provavelmente estáticos". Louis Stokes, um membro da Câmara dos Representantes dos Estados Unidos que presidiu o HSCA, comentou que o relatório "levantou novas e sérias questões sobre nossas conclusões que precisam ser resolvidas."

O Dr. Barger, especialista em acústica do HSCA, quando questionado sobre esta descoberta e a análise da NAS, respondeu:
Barber descobriu uma frase falada muito fraca na gravação do Dictabelt do DPD que é ouvida aproximadamente no momento dos impulsos sonoros que concluímos que provavelmente foram causados pelo quarto tiro. O Comitê da NAS demonstrou para nossa satisfação que essa frase tem a mesma origem que a mesma frase ouvida também na gravação Audograph. A gravação Audograph foi originalmente feita no canal 2 do rádio. A frase comum é ouvida no canal 2 cerca de um minuto após o assassinato parecer, pelo contexto, ter ocorrido. Portanto, pareceria... que os sons que conectamos com tiros foram feitos cerca de um minuto após os tiros do assassinato terem sido disparados. Ao ler o relatório da NAS, fizemos uma breve análise da dublagem Audograph que foi feita pelo Comitê da NAS e emprestada a nós por eles. Encontramos algumas características enigmáticas dessa gravação que ocorrem aproximadamente no momento em que os indivíduos reagem ao assassinato. Portanto, temos dúvidas sobre a sincronização temporal dos eventos nessa gravação e, portanto, duvidamos que a hipótese de Barber seja comprovada. O Comitê da NAS não examinou os vários itens de prova que corroboraram as nossas conclusões originais, pelo que continuamos a concordar com a conclusão do Comitê Seleto da Câmara sobre Assassinatos de que as nossas conclusões foram corroboradas
Uma análise publicada na edição de março de 2001 da Science & Justice pelo Dr. Donald B. Thomas usou uma sincronização de transmissão de rádio diferente para apresentar a alegação de que o painel da Academia Nacional de Ciências estava errado. A conclusão de Thomas, muito semelhante à conclusão do HSCA, foi que os impulsos do tiro eram reais com 96,3% de certeza. Thomas apresentou detalhes e suporte adicionais nas edições de novembro de 2001 e setembro e novembro de 2002. Comentando o estudo de Thomas, G. Robert Blakey disse: "Este é um exame científico honesto e cuidadoso de tudo o que fizemos, com todas as verificações estatísticas apropriadas."
Em 2005, as conclusões de Thomas foram refutadas no mesmo periódico. Ralph Linsker e vários membros da equipe original da NAS (Richard Garwin, Herman Chernoff, Paul Horowitz e Ramsey) reanalisaram os tempos das gravações e reafirmaram em um artigo na Science & Justice a conclusão anterior do relatório da NAS de que os supostos sons de tiro foram gravados aproximadamente um minuto após o assassinato.

## Análise adicional
O Departamento de Justiça dos Estados Unidos revisou o relatório do HSCA e o estudo da Academia Nacional de Ciências sobre as evidências sólidas. Ele relatou ao Comitê Judiciário em 28 de março de 1988, e repreendeu a conclusão do HSCA de uma provável conspiração.
Em 2003, um pesquisador independente chamado Michael O'Dell relatou que tanto a Academia Nacional quanto o Dr. Thomas usaram linhas de tempo incorretas porque subtraíram o tempo para seções repetidas quando a agulha de reprodução travou, mas não perceberam que também havia saltos para frente. Quando corrigidos, eles mostraram que os impulsos aconteceram tarde demais para serem os tiros reais, mesmo com a sincronização alternativa de Thomas. Ele ressaltou que a alegação de uma probabilidade de 95% ou mais de um tiro do outeiro gramado era logicamente incorreta. Era uma chance de 5% de encontrar uma correspondência em ruído aleatório e não considerou outras causas possíveis.
Uma análise de novembro de 2003 paga pelo canal de televisão a cabo Court TV concluiu que os supostos impulsos de tiro não correspondiam às gravações de tiros de teste disparadas na Dealey Plaza melhor do que o ruído aleatório. Em dezembro de 2003, Thomas respondeu apontando o que ele alegou serem erros na análise da Court TV de novembro de 2003.
Em 2005, cinco especialistas acústicos (Linsker, Garwin, Chernoff, Horowitz e Ramsey) reinvestigaram as gravações acústicas e notaram vários erros cometidos por Thomas.
Em 2013, o professor Larry J. Sabato, Ph.D. encomendou um estudo sobre a gravação do Dictabelt usando técnicas analíticas mais modernas. O relatório concluiu que a gravação não continha sons de tiros de assassinato e que seria de "utilidade duvidosa" como evidência para provar ou refutar uma conspiração.
Além disso, aproximadamente 90% das testemunhas presentes na Dealey Plaza durante o tiroteio que foram citadas pelo HSCA relataram ter ouvido 3 tiros ou menos, enquanto "apenas um total de quatro testemunhas, de 178 tabuladas, relataram tiros vindos de mais de uma direção."

## Restauração digital
Em 2003, a ABC News exibiu os resultados de sua investigação em um programa chamado Peter Jennings Reporting: The Kennedy Assassination: Beyond Conspiracy. Com base em diagramas de computador e recriações feitas por Dale K. Myers, concluiu que as gravações de som no Dictabelt não poderiam ter vindo da Dealey Plaza, e que o policial de Dallas H.B. McLain estava correto em suas afirmações de que ele ainda não havia entrado na Dealey Plaza no momento do assassinato.
Na edição de março de 2005 da Reader's Digest, foi relatado que Carl Haber e Vitaliy Fadeyev foram designados com a tarefa de restaurar digitalmente o Dictabelt 10 de Leslie Waffen do Arquivo Nacional. Seu método consistia em usar sensores para mapear os contornos microscópicos das trilhas de gravações sonoras antigas sem ter que reproduzi-las usando uma caneta, o que degradaria ainda mais o som. O Dictabelt 10 estava desgastado por inúmeras execuções e rachado devido ao armazenamento inadequado.
Com os avanços na inteligência artificial, a restauração digital de áudio analógico antigo agora é possível com a separação da fonte sonora. Técnicas de aprendizado de máquina, como uma rede neural convolucional, podem classificar e identificar entre diferentes tipos de armas de fogo com base no som de um tiro a partir de áudio gravado usado em perícias de cena de crime.

## Possíveis origens
Deixada sem resposta pelas análises profissionais ficou a questão de qual microfone aberto capturou os sons gravados no Dictabelt, se não o policial H.B. McLain. Jim Bowles, um supervisor de despachante da polícia de Dallas em novembro de 1963, e mais tarde xerife do Condado de Dallas, acredita que se originou de um policial em particular em uma motocicleta de três rodas estacionada no Dallas Trade Mart, o destino original da comitiva do presidente Kennedy, ao longo da mesma freeway para o Parkland Hospital, o que explicaria o som das sirenes passando rapidamente.
McLain acredita que era de um policial diferente em um triciclo perto do Trade Mart, que era conhecido por seu assobio. Quando entrevistado pelo autor Vincent Bugliosi, o policial reconheceu que seu microfone poderia ter ficado preso na posição aberta (ele não se lembrava de ouvir nenhuma transmissão por vários minutos), e poderia ter se soltado depois que ele seguiu a comitiva até o Parkland Hospital.